# اچ‌ام‌اس گورکا (۱۹۰۷)
اچ‌ام‌اس گورکا (۱۹۰۷) (به انگلیسی: HMS Ghurka (1907)) یک کشتی بود که طول آن ۲۵۵ فوت (۷۸ متر) بود. این کشتی در سال ۱۹۰۷ ساخته شد.